# Gli eroi dell'isola
Gli eroi dell'isola (Pardon My Sarong) è un film diretto da Erle C. Kenton e interpretato da Bud Abbott e Lou Costello, meglio noti in italia come Gianni e Pinotto.

## Trama
Algernon e Wellington partecipano a una competizione nautica; con altri inesperti marinai sbagliano rotta e finiscono su un'isola abitata da cannibali e avventurieri bianchi. Devono barcamenarsi tra le due parti in perenne lotta e scampano fortuitamente alla morte.